# New Basket Brindisi 2017-2018
Questa voce raccoglie le informazioni riguardanti la New Basket Brindisi nelle competizioni ufficiali della stagione 2017-2018.

## Stagione
La stagione 2017-2018 della New Basket Brindisi sponsorizzata Happy Casa è la 7ª nel massimo campionato italiano di pallacanestro, la Serie A.

## Roster
| Happy Casa Brindisi 2017-18 | Happy Casa Brindisi 2017-18 |
| Giocatori                   | Staff tecnico               |
| --------------------------- | --------------------------- |

| N. | Naz.                                          | Ruolo | Nome               | Anno | Alt.   | Peso   |  |
| -- | --------------------------------------------- | ----- | ------------------ | ---- | ------ | ------ |  |
| 2  | Stati Uniti (bandiera)                        | G     | Scott Suggs        | 1989 | 198 cm | 88 kg  |  |
| 3  | Stati Uniti (bandiera)                        | P     | Cat Barber         | 1994 | 188 cm | 78 kg  |  |
| 4  | Serbia (bandiera)                             | AP    | Milenko Tepić      | 1987 | 202 cm | 98 kg  |  |
| 5  | Stati Uniti (bandiera) · Nigeria (bandiera)   | AC    | Obinna Oleka       | 1993 | 201 cm | 102 kg |  |
| 6  | Stati Uniti (bandiera) · Venezuela (bandiera) | AG    | Donta Smith        | 1983 | 201 cm | 100 kg |  |
| 7  | Slovenia (bandiera)                           | GA    | Blaž Mesiček       | 1997 | 197 cm | 85 kg  |  |
| 9  | Italia (bandiera)                             | AP    | Marco Cardillo (C) | 1985 | 196 cm | 90 kg  |  |
| 10 | Bulgaria (bandiera) · Italia (bandiera)       | PG    | Georgi Sirakov     | 1992 | 187 cm | 80 kg  |  |
| 11 | Stati Uniti (bandiera)                        | P     | Nic Moore          | 1992 | 175 cm | 77 kg  |  |
| 14 | Italia (bandiera)                             | C     | Antonio Iannuzzi   | 1991 | 208 cm | 106 kg |  |
| 15 | Italia (bandiera)                             | A     | Daniel Donzelli    | 1996 | 200 cm | 90 kg  |  |
| 16 | Lituania (bandiera)                           | C     | Tautvydas Lydeka   | 1983 | 208 cm | 115 kg |  |
| 19 | Italia (bandiera)                             | AG    | Matteo Canavesi    | 1986 | 204 cm | 92 kg  |  |
| 21 | Italia (bandiera)                             | P     | Marco Giuri        | 1988 | 194 cm | 90 kg  |  |
| 23 | Italia (bandiera)                             | AG    | Andrea Di Maggio   | 1999 |        |        |  |
| 25 | Haiti (bandiera)                              | C     | Cady Lalanne       | 1992 | 208 cm | 113 kg |  |
| 95 | Stati Uniti (bandiera)                        | AG    | Brian Randle       | 1985 | 203 cm | 100 kg |  |
| -  | Italia (bandiera)                             |       | Antonio Leggio     | 1999 |        |        |  |
| -  | Italia (bandiera)                             |       | Stefano Fusco      | 1998 | 180 cm |        |  |
| -  | Italia (bandiera)                             |       | Andrea Petracca    | 1997 |        |        |  |

| Allenatore                                                                         |
| - Sandro Dell'Agnello (fino all'11 dicembre) - Francesco Vitucci (dal 14 dicembre) |
| Assistente/i                                                                       |
| - Massimo Maffezzoli Legenda - (C) Capitano - (IN) Inattivo - Infortunato          |

Budget complessivo = 2.893K € (Bilancio depositato presso la CCIAA di Brindisi)

## Mercato

### Sessione estiva
| Acquisti | Acquisti            | Acquisti          | Acquisti   | Acquisti |
| R.       | Nome                | da                | Modalità   |          |
| -------- | ------------------- | ----------------- | ---------- | -------- |
| ALL      | Sandro Dell'Agnello | Juvecaserta       | definitivo |          |
| AC       | Obinna Oleka        | ASU Sun Devils    | definitivo |          |
| AP       | Milenko Tepić       | Orlandina         | definitivo |          |
| P        | Cat Barber          | Greens. Swarm     | definitivo |          |
| P        | Marco Giuri         | Juvecaserta       | definitivo |          |
| G        | Scott Suggs         | Manresa           | definitivo |          |
| PG       | Georgi Sirakov      | Fiorentina Basket | definitivo |          |
| C        | Cady Lalanne        | Cap. de Arecibo   | definitivo |          |
| AG       | Brian Randle        | H. Gerusalemme    | definitivo |          |
| AG       | Matteo Canavesi     | Pall. Varese      | definitivo |          |

| Cessioni | Cessioni        | Cessioni        | Cessioni       | Cessioni |
| R.       | Nome            | a               | Modalità       |          |
| -------- | --------------- | --------------- | -------------- | -------- |
| ALL      | Romeo Sacchetti | Vanoli Cremona  | fine contratto |          |
| P        | Nic Moore       | Nanterre 92     | fine contratto |          |
| AG       | Giorgio Sgobba  | Pall. Biella    | fine contratto |          |
| PG       | Marco Spanghero | Derthona Basket | fine contratto |          |
| AG       | Amath M'Baye    | Olimpia Milano  | fine contratto |          |
| G        | Durand Scott    | Auxilium Torino | fine contratto |          |
| AC       | Robert Carter   | Lietuvos rytas  | fine contratto |          |
| C        | Samardo Samuels | Real Betis      | fine contratto |          |
| AP       | Kris Joseph     | Élan Chalon     | fine contratto |          |
| PG       | Phil Goss       | Free agent      | fine contratto |          |

### Dopo l'inizio della stagione
| Acquisti | Acquisti          | Acquisti         | Acquisti         | Acquisti   |
| R.       | Nome              | da               | data             | Modalità   |
| -------- | ----------------- | ---------------- | ---------------- | ---------- |
| P        | Nic Moore         | Nanterre 92      | 7 novembre 2017  | definitivo |
| AG       | Donta Smith       | Piratas de Queb. | 23 novembre 2017 | definitivo |
| ALL      | Francesco Vitucci | Free agent       | 14 dicembre 2017 | definitivo |
| C        | Tautvydas Lydeka  | Limoges CSP      | 3 febbraio 2018  | definitivo |
| C        | Antonio Iannuzzi  | Auxilium Torino  | 23 febbraio 2018 | prestito   |

| Cessioni | Cessioni        | Cessioni       | Cessioni         | Cessioni    |
| R.       | Nome            | a              | data             | Modalità    |
| -------- | --------------- | -------------- | ---------------- | ----------- |
| AG       | Brian Randle    |                | 19 novembre 2017 | ritirato    |
| P        | Cat Barber      | Greens. Swarm  | 21 novembre 2017 | rescissione |
| AG       | Matteo Canavesi | Oleggio Basket | 5 febbraio 2018  | rescissione |
| C        | Cady Lalanne    | Beşiktaş       | 8 febbraio 2018  | rescissione |

## Risultati

### Serie A

#### Regular season

##### Girone di andata
| Arbitri: | Seghetti (Livorno) Di Francesco (Teramo) Nicolini (Palermo) |

|                             |            |                                 |
| Barber 19 Giuri 16 Suggs 11 | Punti      | 14 Mbakwe 12 Vujačić 10 Garrett |
| Giuri 7                     | Assist     | 7 Garrett                       |
| Lalanne 12                  | Rimbalzi   | 9 Washington                    |
| Sandro Dell'Agnello         | Allenatori | Luca Banchi                     |

| Arbitri: | Sabetta (Termoli) Vicino (Bologna) Ranaudo (Roma) |

|                           |            |                               |
| Moore 13 Bond 13 McGee 12 | Punti      | 21 Giuri 13 Barber 13 Mesiček |
| Moore 6                   | Assist     | 4 Barber, Mesiček             |
| Kennedy 10                | Rimbalzi   | 9 Lalanne                     |
| Vincenzo Esposito         | Allenatori | Sandro Dell'Agnello           |

| Arbitri: | Lo Guzzo (Catanzaro) Baldini (Firenze) Belfiore (Napoli) |

|                                      |            |                               |
| Barber 15 Tepić 14 Lalanne, Suggs 13 | Punti      | 14 Perić 14 Johnson 13 Haynes |
| Barber 3                             | Assist     | 4 Johnson                     |
| Lalanne 18                           | Rimbalzi   | 7 Bramos                      |
| Sandro Dell'Agnello                  | Allenatori | Walter De Raffaele            |

| Arbitri: | Rossi (Sansepolcro) Bettini (Bologna) Perciavalle (Torino) |

|                                     |            |                              |
| Goudelock 19 Cinciarini 13 Micov 12 | Punti      | 21 Lalanne 13 Suggs 8 Barber |
| Cinciarini, Goudelock, Micov 3      | Assist     | 3 Barber, Giuri              |
| M'Baye 7                            | Rimbalzi   | 10 Lalanne                   |
| Simone Pianigiani                   | Allenatori | Sandro Dell'Agnello          |

| Arbitri: | Biggi (Sarmato) Sardella (Rimini) Borgo |

|                                 |            |                                |
| Randle 17 Mesiček 15 Lalanne 13 | Punti      | 20 Moss 15 Landry 11 L. Vitali |
| Randle, Tepić 4                 | Assist     | 4 Moore, L. Vitali             |
| Lalanne 16                      | Rimbalzi   | 9 Hunt                         |
| Sandro Dell'Agnello             | Allenatori | Andrea Diana                   |

| Arbitri: | Seghetti (Livorno) Aronne (Viterbo) Borgioni (Roma) |

|                               |            |                           |
| Lalanne 24 Suggs 19 Barber 13 | Punti      | 28 Rich 23 Filloy 9 Wells |
| Barber 8                      | Assist     | 3 Filloy                  |
| Randle 10                     | Rimbalzi   | 9 Leunen                  |
| Sandro Dell'Agnello           | Allenatori | Stefano Sacripanti        |

| Arbitri: | Lanzarini (Bologna) Attard (Siracusa) Caiazza (Arzano) |

|                            |            |                              |
| Moore 23 Mika 21 Omogbo 11 | Punti      | 17 Suggs 14 Lalanne 11 Giuri |
| Bertone, Moore 3           | Assist     | 5 Moore                      |
| Omogbo 16                  | Rimbalzi   | 8 Lalanne                    |
| Spiro Leka                 | Allenatori | Sandro Dell'Agnello          |

| Arbitri: | Begnis (Crema) Bartoli (Trieste) Grigioni (Roma) |

|                                     |            |                                |
| Moore 26 Mesiček 13 Suggs, Tepić 10 | Punti      | 25 Aradori 20 Gentile 10 Ndoja |
| Moore, Tepić 3                      | Assist     | 2 Aradori, Slaughter           |
| Lalanne 12                          | Rimbalzi   | 8 Aradori, Slaughter           |
| Sandro Dell'Agnello                 | Allenatori | Alessandro Ramagli             |

| Arbitri: | Sabetta (Termoli) Baldini (Firenze) Calbucci (Roma) |

|                                    |            |                                |
| Polonara 14 Hatcher 12 Planinić 11 | Punti      | 13 Lalanne 12 Moore 11 Mesiček |
| Hatcher, Spissu 6                  | Assist     | 5 Moore                        |
| Polonara 11                        | Rimbalzi   | 5 Lalanne                      |
| Federico Pasquini                  | Allenatori | Sandro Dell'Agnello            |

| Arbitri: | Filippini (Pisa) Di Francesco (Teramo) Boninsegna (Milano) |

|                              |            |                                 |
| Lalanne 23 Smith 12 Moore 11 | Punti      | 16 Sutton 16 Gomes 10 Gutiérrez |
| Moore 6                      | Assist     | 3 Gutiérrez                     |
| Smith 5                      | Rimbalzi   | 10 Sutton                       |
| Sandro Dell'Agnello          | Allenatori | Maurizio Buscaglia              |

| Arbitri: | Seghetti (Livorno) Baldini (Firenze) Quarta (Torino) |

|                                       |            |                              |
| Ikovlev 15 Wojciechowski 13 Maynor 11 | Punti      | 15 Lalanne 11 Suggs 10 Tepić |
| Atsür 7                               | Assist     | 5 Suggs                      |
| Wojciechowski 8                       | Rimbalzi   | 6 Lalanne, Smith             |
| Gennaro Di Carlo                      | Allenatori | Francesco Vitucci            |

| Arbitri: | Lanzarini (Bologna) Weidmann (Roma) Calbucci (Roma) |

|                                                    |            |                              |
| Johnson-Odom 31 Martin 16 T. Diener, Fontecchio 11 | Punti      | 22 Lalanne 18 Moore 12 Tepić |
| Johnson-Odom 4                                     | Assist     | 2 Moore, Smith               |
| Sims 7                                             | Rimbalzi   | 6 Smith                      |
| Romeo Sacchetti                                    | Allenatori | Francesco Vitucci            |

| Arbitri: | Paternico (Piazza Armerina) Sardella (Rimini) Belfiore (Napoli) |

|                              |            |                             |
| Lalanne 23 Smith 22 Tepić 17 | Punti      | 29 Okoye 25 Wells 11 Natali |
| Smith 6                      | Assist     | 3 Ferrero, Tambone, Wells   |
| Lalanne 11                   | Rimbalzi   | 15 Okoye                    |
| Francesco Vitucci            | Allenatori | Attilio Caja                |

| Arbitri: | Sahin (Messina) Weidmann (Roma) Caiazza (Arzano) |

|                                   |            |                                     |
| Wright 27 White 16 Della Valle 15 | Punti      | 16 Suggs 15 Smith 13 Lalanne, Moore |
| Markoishvili 6                    | Assist     | 4 Tepić                             |
| Wright 8                          | Rimbalzi   | 9 Lalanne                           |
| Massimiliano Menetti              | Allenatori | Francesco Vitucci                   |

| Arbitri: | Mazzoni (Grosseto) Borgioni (Roma) Galasso (Siena) |

|                              |            |                                  |
| Lalanne 22 Smith 17 Moore 17 | Punti      | 29 Burns 18 Culpepper 17 Thomas  |
| Moore, Smith 4               | Assist     | 3 Chappell, Cournooh, Culpepper, |
| Lalanne 12                   | Rimbalzi   | 12 Burns                         |
| Francesco Vitucci            | Allenatori | Marco Sodini                     |

##### Girone di ritorno
| Arbitri: | Lo Guzzo (Catanzaro) Biggi (Sarmato) Giovannetti (Papigno) |

|                                      |            |                                |
| Iannuzzi 15 Garrett 12 Washington 10 | Punti      | 26 Moore 18 Mesiček 15 Lalanne |
| Garrett, Vujačić 4                   | Assist     | 4 Moore, Smith                 |
| Washington 11                        | Rimbalzi   | 8 Smith                        |
| Carlo Recalcati                      | Allenatori | Francesco Vitucci              |

| Arbitri: | Sabetta (Termoli) Di Francesco (Teramo) Grigioni (Roma) |

|                                              |            |                                |
| Moore 21 Suggs 15 Lalanne, Mesiček, Tepić 12 | Punti      | 19 McGee 19 Gaspardo 13 Ivanov |
| Smith 6                                      | Assist     | 4 Moore                        |
| Lalanne 12                                   | Rimbalzi   | 10 Diawara                     |
| Francesco Vitucci                            | Allenatori | Vincenzo Esposito              |

| Arbitri: | Vicino (Bologna) Paglialunga (Taranto) Ranaudo (Roma) |

|                               |            |                                |
| Perić 21 Bramos 15 Johnson 11 | Punti      | 16 Mesiček 15 Tepić 15 Lalanne |
| De Nicolao 6                  | Assist     | 7 Moore                        |
| Perić 8                       | Rimbalzi   | 14 Lalanne                     |
| Walter De Raffaele            | Allenatori | Francesco Vitucci              |

| Arbitri: | Paternicò (Piazza Armerina) Filippini (Pisa) Nicolini (Palermo) |

|                               |            |                                   |
| Mesiček 17 Lydeka 15 Suggs 13 | Punti      | 17 Micov 13 Goudelock 12 Theodore |
| Tepić 5                       | Assist     | 4 Micov                           |
| Tepić 6                       | Rimbalzi   | 7 Micov                           |
| Francesco Vitucci             | Allenatori | Simone Pianigiani                 |

| Arbitri: | Weidmann (Roma) Aronne (Viterbo) Boninsegna (Milano) |

|                                     |            |                             |
| Landry 18 M. Vitali 16 Sacchetti 14 | Punti      | 15 Moore 12 Giuri 12 Lydeka |
| L. Vitali 6                         | Assist     | 5 Smith                     |
| Ortner 13                           | Rimbalzi   | 8 Lydeka, Smith             |
| Andrea Diana                        | Allenatori | Francesco Vitucci           |

| Arbitri: | Lanzarini (Bologna) Borgioni (Roma) Grigioni (Roma) |

|                               |            |                                    |
| Fitipaldo 18 Rich 14 Wells 12 | Punti      | 11 Suggs, Mesiček 11 Moore, Lydeka |
| Rich 6                        | Assist     | 4 Moore                            |
| Lawal 7                       | Rimbalzi   | 8 Lydeka                           |
| Stefano Sacripanti            | Allenatori | Francesco Vitucci                  |

| Arbitri: | Sabetta (Termoli) Rossi (Sansepolcro) Weidmann (Roma) |

|                             |            |                            |
| Moore 22 Suggs 14 Lydeka 12 | Punti      | 17 Moore, Omogbo 16 Clarke |
| Smith 7                     | Assist     | 2 Monaldi, Moore           |
| Lydeka 10                   | Rimbalzi   | 9 Ancellotti               |
| Francesco Vitucci           | Allenatori | Spiro Leka                 |

| Arbitri: | M. Mazzoni (Grosseto) Bartoli (Trieste) Ranaudo (Roma) |

|                                   |            |                             |
| A. Gentile 31 Aradori 17 Ndoja 10 | Punti      | Lydeka 20 Giuri 19 Smith 18 |
| S. Gentile 3                      | Assist     | 8 Moore                     |
| Aradori 7                         | Rimbalzi   | 11 Smith                    |
| Alessandro Ramagli                | Allenatori | Francesco Vitucci           |

| Arbitri: | Sahin (Messina) Sardella (Rimini) Caiazza (Arzano) |

|                            |            |                                    |
| Tepić 24 Suggs 23 Smith 18 | Punti      | 28 Planinić 26 Bostic 19 Stipčević |
| Moore 4                    | Assist     | 7 Stipčević                        |
| Iannuzzi, Lydeka 8         | Rimbalzi   | 6 Jones                            |
| Francesco Vitucci          | Allenatori | Federico Pasquini                  |

| Arbitri: | Bettini (Bologna) Vicino (Bologna) Ranaudo (Roma) |

|                              |            |                            |
| Sutton 16 Gomes 16 Forray 14 | Punti      | 14 Giuri 13 Smith 10 Moore |
| Sutton 4                     | Assist     | 3 Moore                    |
| Sutton 12                    | Rimbalzi   | 8 Lydeka                   |
| Maurizio Buscaglia           | Allenatori | Francesco Vitucci          |

| Arbitri: | Seghetti (Livorno) Filippini (Pisa) Quarta (Torino) |

|                              |            |                                     |
| Giuri 17 Suggs 12 Mesiček 11 | Punti      | 27 Knox 14 Smith 10 Faust, Lichodej |
| Smith 8                      | Assist     | 7 Stojanović                        |
| Lydeka 9                     | Rimbalzi   | 8 Knox                              |
| Francesco Vitucci            | Allenatori | Andrea Mazzon                       |

| Arbitri: | Sabetta (Termoli) Bettini (Bologna) Borgo (Vicenza) |

|                                   |            |                                         |
| Suggs 19 Iannuzzi 13 Smith 12     | Punti      | 27 Johnson-Odom 27 Martin 15 Fontecchio |
| Smith 5                           | Assist     | 4 T. Diener                             |
| Giuri, Iannuzzi, Mesiček, Smith 6 | Rimbalzi   | 8 Sims                                  |
| Francesco Vitucci                 | Allenatori | Romeo Sacchetti                         |

| Arbitri: | Baldini (Firenze) Borgioni (Roma) Calbucci (Roma) |

|                                |            |                          |
| Avramovic 21 Cain 17 Larson 10 | Punti      | 16 Smith 16 Blaž Mesiček |
| Avramovic, Vene 3              | Assist     | 3 Giuri, Suggs, Smith    |
| Cain 12                        | Rimbalzi   | 7 Lydeka                 |
| Attilio Caja                   | Allenatori | Francesco Vitucci        |

| Arbitri: | Lanzarini (Bologna) Quarta (Torino) M. Boninsegna (Milano) |

|                             |            |                                          |
| Suggs 19 Lydeka 16 Smith 15 | Punti      | 16 Wright 13 Llompart 10 White, Reynolds |
| Smith 6                     | Assist     | 3 Della Valle                            |
| Iannuzzi, Smith 8           | Rimbalzi   | 6 Reynolds                               |
| Francesco Vitucci           | Allenatori | Massimiliano Menetti                     |

| Arbitri: | Paternicò (Piazza Armerina) Di Francesco (Teramo) Galasso (Siena) |

|                                 |            |                                        |
| Thomas 22 Culpepper 21 Burns 19 | Punti      | 23 Smith 16 Iannuzzi 14 Mesiček, Suggs |
| Culpepper 6                     | Assist     | 6 Iannuzzi, Smith, Tepić               |
| Burns 10                        | Rimbalzi   | 7 Iannuzzi                             |
| Marco Sodini                    | Allenatori | Francesco Vitucci                      |

## Statistiche

### Statistiche di squadra
| Competizione | Punti | In casa | In casa | In casa | In casa | In casa | In trasferta | In trasferta | In trasferta | In trasferta | In trasferta | Totale | Totale | Totale | Totale | Totale | Totale |
| Competizione | Punti | G       | V       | P       | Ptf     | Pts     | G            | V            | P            | Ptf          | Pts          | G      | V      | P      | Ptf    | Pts    | Diff.  |
| ------------ | ----- | ------- | ------- | ------- | ------- | ------- | ------------ | ------------ | ------------ | ------------ | ------------ | ------ | ------ | ------ | ------ | ------ | ------ |
| Serie A      | 18    | 15      | 7       | 8       | 1213    | 1230    | 15           | 2            | 13           | 1104         | 1231         | 30     | 9      | 21     | 2317   | 2461   | -144   |

### Statistiche dei giocatori

#### In campionato
| Nome             | G  | Pun  | Min  | Falli | Falli | Tiri da 2 | Tiri da 2 | Tiri da 2 | Tiri da 3 | Tiri da 3 | Tiri da 3 | Tiri Liberi | Tiri Liberi | Tiri Liberi | Rimbalzi | Rimbalzi | Rimbalzi | Stop | Stop | Palle | Palle | Ass  | Val  | Media Punti | Media Val. |
| Nome             | G  | Pun  | Min  | C     | S     | R         | T         | %         | R         | T         | %         | R           | T           | %           | O        | D        | T        | D    | S    | P     | R     | Ass  | Val  | Media Punti | Media Val. |
| ---------------- | -- | ---- | ---- | ----- | ----- | --------- | --------- | --------- | --------- | --------- | --------- | ----------- | ----------- | ----------- | -------- | -------- | -------- | ---- | ---- | ----- | ----- | ---- | ---- | ----------- | ---------- |
| Scott Suggs      | 30 | 343  | 841  | 71    | 62    | 96        | 182       | 52,7      | 39        | 125       | 31,2      | 34          | 47          | 72,3        | 22       | 69       | 91       | 5    | 12   | 42    | 25    | 41   | 257  | 11,4        | 8,6        |
| Blaž Mesiček     | 30 | 298  | 709  | 50    | 95    | 59        | 128       | 46,1      | 35        | 84        | 41,7      | 75          | 102         | 73.5        | 24       | 47       | 71       | 0    | 9    | 48    | 18    | 36   | 266  | 9,9         | 8,9        |
| Cady Lalanne     | 18 | 283  | 551  | 57    | 77    | 91        | 154       | 59,1      | 15        | 50        | 30,0      | 56          | 82          | 68,3        | 40       | 138      | 178      | 24   | 6    | 53    | 10    | 12   | 344  | 15,7        | 19,1       |
| Donta Smith      | 22 | 265  | 694  | 55    | 65    | 82        | 138       | 59,4      | 20        | 58        | 34,5      | 41          | 57          | 71,9        | 17       | 103      | 120      | 9    | 1    | 59    | 31    | 81   | 346  | 12,0        | 15,7       |
| Nic Moore        | 20 | 260  | 509  | 63    | 73    | 48        | 107       | 44,9      | 35        | 105       | 33,3      | 59          | 66          | 89,4        | 9        | 45       | 54       | 0    | 7    | 35    | 21    | 75   | 242  | 13,0        | 12,1       |
| Milenko Tepić    | 30 | 248  | 790  | 50    | 58    | 84        | 157       | 53,5      | 17        | 85        | 20,0      | 29          | 43          | 67,4        | 19       | 91       | 110      | 0    | 11   | 33    | 24    | 62   | 253  | 8,3         | 8,4        |
| Marco Giuri      | 28 | 201  | 626  | 63    | 27    | 40        | 92        | 43.5      | 38        | 115       | 33,0      | 7           | 15          | 46,7        | 12       | 63       | 75       | 2    | 10   | 51    | 17    | 64   | 125  | 7,2         | 4,5        |
| Tautvydas Lydeka | 11 | 133  | 260  | 25    | 33    | 53        | 77        | 68,8      | 0         | 0         | 0,0       | 27          | 40          | 67,5        | 34       | 44       | 78       | 3    | 3    | 7     | 7     | 6    | 188  | 12,1        | 17,1       |
| Cat Barber       | 7  | 73   | 163  | 18    | 20    | 23        | 53        | 43,4      | 6         | 16        | 37.5      | 9           | 17          | 52,9        | 0        | 7        | 7        | 0    | 4    | 14    | 2     | 20   | 38   | 10,4        | 5,4        |
| Antonio Iannuzzi | 11 | 71   | 202  | 26    | 27    | 31        | 56        | 55,4      | 0         | 2         | 0,0       | 9           | 16          | 56,3        | 22       | 31       | 60       | 1    | 1    | 13    | 2     | 13   | 93   | 6,5         | 8,5        |
| Brian Randle     | 7  | 55   | 175  | 27    | 15    | 22        | 47        | 46,8      | 1         | 3         | 33,3      | 8           | 17          | 47,1        | 15       | 24       | 39       | 5    | 4    | 16    | 7     | 12   | 50   | 7,9         | 7,1        |
| Marco Cardillo   | 28 | 44   | 313  | 48    | 22    | 10        | 25        | 40,0      | 7         | 22        | 31,8      | 3           | 9           | 33,3        | 17       | 38       | 55       | 0    | 3    | 9     | 14    | 12   | 51   | 1,6         | 1,8        |
| Obinna Oleka     | 13 | 32   | 138  | 12    | 13    | 12        | 40        | 30,0      | 0         | 2         | 0.0       | 8           | 16          | 50,0        | 18       | 19       | 37       | 5    | 3    | 8     | 5     | 0    | 31   | 2,5         | 2,4        |
| Daniel Donzelli  | 11 | 11   | 97   | 17    | 3     | 2         | 8         | 25,0      | 2         | 6         | 33,3      | 1           | 3           | 33,3        | 5        | 10       | 15       | 2    | 0    | 4     | 5     | 3    | 69   | 1,0         | 6,3        |
| Georgi Sirakov   | 5  | 0    | 6    | 0     | 1     | 0         | 0         | 0,0       | 0         | 2         | 0,0       | 0           | 0           | 0,0         | 0        | 0        | 0        | 0    | 0    | 0     | 0     | 0    | -1   | 0.000       | 4          |
| Andrea Petracca  | 1  | 0    | 1    | 1     | 0     | 0         | 0         | 0,0       | 0         | 0         | 0,0       | 0           | 0           | 0,0         | 0        | 0        | 0        | 0    | 0    | 0     | 0     | 0    | -1   | 0.000       | 1          |
| squadra          | 0  | 0    | 0    | 3     | 0     | 0         | 0         | 0,0       | 0         | 0         | 0,0       | 0           | 0           | 0,0         | 37       | 58       | 95       | 0    | 0    | 12    | 1     | 0    | 81   | 0           | 0          |
| TOTALE           | 30 | 2317 | 6075 | 586   | 591   | 653       | 1264      | 51,7      | 215       | 675       | 31,9      | 366         | 530         | 69,1        | 291      | 787      | 1078     | 56   | 74   | 404   | 188   | 437  | 2369 | 77,2        | 79,0       |
| MEDIE            |    |      |      | 19,4  | 19,7  | 21,8      | 42,1      | 51,7      | 7,2       | 22,5      | 31,9      | 12,2        | 17,7        | 69,1        | 9,7      | 26,2     | 35,9     | 1,9  | 2,5  | 13,5  | 6,3   | 14,6 |      |             |            |